# Ängelholms Idrottsplats
L'Ängelholms Idrottsplats, noto anche come Ängelholms IP o Änglavallen, è uno stadio calcistico di Ängelholm, ed è lo stadio che ospita le partite giocate in casa dell'Ängelholms FF. Ha una capacità di 5 000 spettatori.